# Zeuxine agyokuana
Zeuxine agyokuana är en orkidéart som beskrevs av Noriaki Fukuyama. Zeuxine agyokuana ingår i släktet Zeuxine och familjen orkidéer. Inga underarter finns listade i Catalogue of Life.